# Кампени (Алба)
Кампени (рум. Câmpeni) насеље је у Румунији у округу Алба у општини Кампени. Oпштина се налази на надморској висини од 559 m.

## Становништво
Према подацима из 2002. године у насељу је живело 5238 становника.

### Попис2002.
| Расподела становништва по националности 2002.‍ | Расподела становништва по националности 2002.‍ | Расподела становништва по националности 2002.‍ | Расподела становништва по националности 2002.‍ | Расподела становништва по националности 2002.‍ |
| --------------------------------------------- | --------------------------------------------- | --------------------------------------------- | --------------------------------------------- | --------------------------------------------- |
|                                               |                                               |                                               |                                               |                                               |
| Румуни                                        | Румуни                                        |                                               | 5.031                                         | 96,2%                                         |
| Мађари                                        | Мађари                                        |                                               | 12                                            | 0,2%                                          |
| Роми                                          | Роми                                          |                                               | 188                                           | 3,6%                                          |